# Peptid-O-fukoziltransferaza
Peptid-O-fukoziltransferaza (EC 2.4.1.221, GDP-L-fukoza:polipeptid fukoziltransferaza, GDP-fukozno proteinska O-fukoziltransferaza, GDP-fukoza:polipeptid fukoziltransferaza) je enzim sa sistematskim imenom GDP-beta-L-fukoza:polipeptid O-alfa-L-fukoziltransferaza. Ovaj enzim katalizuje sledeću hemijsku reakciju
prenosi alfa-L-fukozilni ostatak sa GDP-beta-L-fukoze na serinsku hidroksi grupu proteinskog akceptora
Ovaj enzim učestvuje u biosintezi O-fukozilisanog epidermnog faktora rasta (EGF) i trombospondina tipa 1.

## Literatura
- Nicholas C. Price; Lewis Stevens (1999). Fundamentals of Enzymology: The Cell and Molecular Biology of Catalytic Proteins (Third изд.). USA: Oxford University Press. ISBN 019850229X.
- Eric J. Toone (2006). Advances in Enzymology and Related Areas of Molecular Biology, Protein Evolution (Volume 75 изд.). Wiley-Interscience. ISBN 0471205036.
- Branden C; Tooze J. Introduction to Protein Structure. New York, NY: Garland Publishing. ISBN 0-8153-2305-0.
- Irwin H. Segel. Enzyme Kinetics: Behavior and Analysis of Rapid Equilibrium and Steady-State Enzyme Systems (Book 44 изд.). Wiley Classics Library. ISBN 0471303097.

## Spoljašnje veze
- Peptide-O-fucosyltransferase на 